# Гвенетадзе, Коба
Коба Гвенетадзе (груз. კობა გვენეტაძე; род. 26 декабря 1971 года, г. Тбилиси, Грузинская ССР) — грузинский государственный деятель, президент Национального банка Грузии с 17 марта 2016 года по март 2023 года.

## Биография
Родился 26 декабря 1971 года в Тбилиси.
Окончил экономический факультет Тбилисского государственного университета в 1994 году по специальности «Финансы и кредит», в 2005 году окончил Американский университет, имеет степень магистра экономики.
С 1993 по 1994 год работал экономическим обозревателем в газете «Иверия Экспресс», с 1994 по 1996 год был главным экономистом Национального банка Грузии, с 1996 по 1998 год являлся экономистом Постоянного представительства Международного валютного фонда в Грузии, затем в 1999 году работал в европейском департаменте МВФ.
С 2000 по 2001 год занимал должность заместителя министра финансов Грузии, с 2001 по 2002 год был заместителем государственного министра.
С 2002 по 2015 год работал в МВФ старшим экономистом департамента Ближнего Востока и Центральной Азии. С начала 2008 года до конца 2009 года являлся региональным представителем МВФ в Азербайджане, с 2010 по 2014 год был региональным представителем МВФ в Кыргызстане.
17 марта 2016 года стал президентом Национального банка Грузии, занимал должность до марта 2023 года.
Женат, супруга — Ирина (1973 г.р.), трое дочерей 2003, 2010 и 2014 г.р.

## Награды
- Почётная грамота Правительства Кыргызской Республики (24 октября 2013 года) — в знак признания заслуг перед Кыргызской Республикой и за вклад в развитие сотрудничества между Кыргызской Республикой и Международным Валютным Фондом[3]